# Buster (serietidning)
För andra betydelser, se Buster.
Buster var en brittisk tecknad serie och serietidning, med separata skandinaviska avläggare. Både tidningen och den tecknade serien "Buster" var ursprungligen brittiska kreationer. Efter ett tag började de svenska versionerna emellertid leva sitt eget liv. Den svenska varianten gavs också ut i snarlikt utförande i Norge och Finland.

## Brittiska "Buster"
Buster var ursprungligen en serietidning utgiven av brittiska Fleetway/IPC med start 1960. Tidningen innehöll blandade sport-, äventyrs- och humorserier. Som symbol för tidningen skapade man en serie och seriefigur som också fick heta "Buster" (i början lanserad som Tuffa Viktors son, vilket syns på kepsen). Serien tecknades av Hugh McNeill.

## Svenska "Buster"
1967 utkom för första gången den svenska serietidningen Buster med inriktning på äventyrsserier. Ganska snart gick man över till att i första hand publicera sportserier. Material hämtades från den brittiska förlagan och andra Fleetway-titlar, men efter hand började man även ta in andra serier med betoning på sport, inte minst svenska originalserier som "Åshöjdens BK".
Andra uppskattade serier som publicerats i tidningen är "Roy of the Rovers", "Zip Nolan", "Benny Guldfot", "Greppet direkt", "Fotbollsfantasten", "Super-Mac", "Bullen", "Johnny Puma", "Skid Solo", den svenska hockeyserien "Kom igen, Stefan!" och den mer sentida svenska nykomlingen "Kishako, Sportreportern". Tidningen har periodvis varit en renodlad fotbollstidning, men var den sista tiden återigen en bred sport- och serietidning.
Under 2005 ändrades formatet till ett större magasinsformat, men detta kunde inte vända den negativa upplageutvecklingen och det sista numret blev nr 6/2005.
Huvudserien "Buster" importerades ursprungligen från den brittiska förlagan, men under 1970-talet började man med svensk licensproduktion av serien. Figurens utseende försvenskades av bland annat Björn Ihrstedt och Bo Majgren. Den svenska versionen har bland annat tecknats av Tibor Belay, Bertil Wilhelmsson och Nicolas Krizan och hade på senare år inte mycket gemensamt med sin brittiska tvillingbror.

### Serier iBuster
Serier som publicerats i den svenska Buster-tidningen inkluderar:
- "Arvtagaren" (om en fotbollsmålvakt)
- "Alain Cheval" (motorsport)
- "Barry King" (Roadracing)
- "Ben Bolt" (boxning)
- "Ben Briggs" (tennis) Skrothandlaren Ben Briggs är ett tennisgeni, men väldigt oborstad. I Wimbledonturneringen försöker etablissemanget stoppa honom, men han går till final ändå. (1976)
- "Benny - fightern" (boxning)
- "Black Jack" (boxning)
- "Börje Salming" (hockey)
- "Benny Guldfot" (fotboll)
- "Björn Borg" (dokumentärserie)
- "Bobby Blue" (fotboll) En engelsk serie om fotbollslaget Everpool City, "The Blues". Huvudpersonen var centern och skyttekungen Bobby Booth.
- "Bröderna Marks" (fotboll)
- "Bröderna Trassel" (hockey)
- "Bullen" (fotboll)
- "Burken" (tennis)
- "Danny, caddien" (golf) Den föräldralöse Danny Boyd får jobba som caddie och vinner själv tävlingar. (1975)
- "Den stora finalen" (skolidrott)
- "Det kommer mera" (humor)
- "Det tuffa spelet" (rugby league)
- "Dick Skyttekungen" (fotboll)
- "Durrell's Palace" (fotboll)
- "Dynamit-Charlie" (äventyrsserie)
- "Dynamite Danny" (boxning) Den engelske boxaren Danny och hans boxningskarriär.
- "FC de Chanzy" (fotboll)
- "Fotbollsfantasten" (fotboll)
- "Freddy King" (friidrott)
- "Fyndet från Argentina" (fotboll)
- "Globe Champions" (hockey) John Bermont är stjärna och hans barndomsidol, Charle Tucker, tränare.
- "Greppet direkt" (fotbollsmålvakt)
- "Hagadals IF" (ishockey)
- "Hockeytvillingarna" (ishockey) Tvillingarna Danne och Affe spelar i Årbyviks juniorlag.
- "Häxmästaren" (fotboll)
- "IFK Trumslagaren" (friidrott)
- "Jimmy, bolltrollaren" (fotboll) Jimmy Chelsey är stjärna i Castleburn City och hans bror Jack i lokalkonkurrenten United.
- "Johnny Puma" (wrestling)
- "Juniorerna" (fotboll)
- "Kamikaze Kid" (speedway)
- "Kid Cox" (fotboll)
- "Kishako, Sportreportern" (blandad sport/humor)
- "Klantskallarna" (blandad sport/humor)
- "Knock-Out Charlie" (boxning)
- "Kom igen, Stefan!" (ishockey)
- "Känguru Kid" handlar om ett fotbollslag som åker på träningsläger i Australien och hittar en pojke uppfostrad av kängurur. De tar med honom till hemlandet och han får visa vad han går för. Pojken kan studsa över motståndarna och har ett hårt skott
- "Korpen" (fotboll)
- "Lefty" (fotboll)
- "Midge" (tyngdlyftning)
- "Mr. Basket" (basket)
- "Mästarna" (humor)
- "Nicke" (fotboll)
- "Nobby Tåfjutt" (fotboll/humor)
- "Raketen" (friidrott)
- "Roy of the Rovers" (fotboll)
- "Rufflarna" (hockey)
- "Simon Skarpskytten" (fotboll)
- "Skid Solo" handlar om Skid Solo som är en racerförare i F1.
- "Sportarkivet berättar" (blandad idrott)
- "Stark" (fotboll/science fiction)
- "Stan, centertanken" (fotboll)
- "Stene" (blandad sport/humor)
- "Super-Mac" (fotboll)
- "Talangscouten" (fotboll)
- "Twisty" (fotboll)
- "United" (fotboll)
- "Zip Nolan" (om en mc-polis)
- "Åshöjdens BK" (fotboll)
- "Åskfåglarna" (speedway) En kvinnlig stuntförare, Jo Tallon, blir tränare för ett mediokert lag, Åskfåglarna.